# Schöne Ferien – Urlaubsgeschichten aus Portugal
Schöne Ferien – Urlaubsgeschichten aus Portugal ist ein deutscher Fernsehfilm von Rudolf Nussgruber aus dem Jahr 1985. Der vierte Teil der Fernsehreihe Schöne Ferien wurde am 15. April 1985 im Ersten Deutschen Fernsehen erstmals ausgestrahlt. Das Reiseleiterteam bestehend aus Tina, Stefanie und Michael wird von Simone Rethel, Claudia Rieschel und Sigmar Solbach gespielt. Sie betreuen in dieser Episode eine Gruppe von Reisenden in einer Hotelanlage an der Algarve in Portugal. Die erzählende Stimme im Hintergrund kommt von Harald Leipnitz.

## Handlung
Walter Petersen, Hoteleigner aus Hamburg, leistet sich mit seiner Frau und der 19-jährigen Tochter Karin einen Urlaub an der Algarve. Gar nicht gefällt ihm, dass die Tochter großen Gefallen an dem im Hotel arbeitenden Antonio findet. Als sich jedoch herausstellt, dass Antonio der Sohn und Erbe des örtlichen Hotelbesitzers ist, ändert sich seine Meinung.
Die frisch geschiedene Irene Mertens ist mit ihrer kleinen Tochter Julia angereist. Noch hat sie die Scheidung nicht verarbeitet und es kommt ihr sehr gelegen, dass die alleinstehende Veronika Bauer sich gerne um Julia kümmert, während sie in Begleitung des schulmeisterlichen jungen Gunter Wilgram die kulturellen Höhepunkte der Gegend besucht. Es gibt ein böses Erwachen, als Veronika und Julia während eines Ausflugs im Tretboot von einem Sturm überrascht werden.
Friedrich Sperber verbringt seine Zeit damit, alle vermeintlichen Unzulänglichkeiten seiner Urlaubsreise genau zu dokumentieren, wobei er sich nicht immer an die Wahrheit hält. Sein Ziel ist es, Regresszahlungen seitens des Reiseunternehmers zu erreichen. Dummerweise vertraut er sich dem freundlichen Herrn Kübler an und dieser ist ein verdeckt reisender Inspektor des Reiseveranstalters.